# 奥村愛
奥村 愛（おくむら あい、1979年9月16日 - ）は、日本のヴァイオリニスト。コンサートイマジン所属。レコードレーベルはavex-CLASSICS。。

## 人物・来歴
父はアムステルダム・コンセルトヘボウ管弦楽団の元ヴァイオリン奏者で、ヴァイオリニストの奥村和雄、弟はチェリストの奥村景。
アムステルダムで生まれ、1987年、父親の同楽団退団に伴いその故郷である新潟市に移り、中学卒業まで同地で育つ。
1994年、第48回全日本学生音楽コンクール全国大会・中学生の部で第1位、1997年（第66回）及び1998年（第67回）日本音楽コンクールヴァイオリン部門で入選、1999年（第68回）同第2位入賞。
桐朋女子高等学校音楽科を卒業後、桐朋学園大学のソリスト・ディプロマ・コースで学んだ。辰巳明子に師事。
2002年、「愛のあいさつ」でCDデビュー。
2004年、オーストリア・ウィーンに渡り、女児を出産。のちに渡米。
2008年より「キッズのためのはじめての音楽会」をプロデュース、以来全国各地で上演を続けている。
プライベートについて公言することはなかったが、2008年、雑誌やラジオ等で「3歳の娘」について語った。
2012年3月〜4月にかけて東京オペラシティにおける小沢健二のライブ「東京の街を奏でる」に参加。以来、2017年のシングル『流動体について』収録曲「神秘的」のレコーディングやコンサートツアーに参加しており、自身のソロリサイタル「奥村 愛　ヴァイオリンリサイタル　美について想うとき、私たちは」の公演タイトルを小沢が考案するなど交流が続いている。

## 発言
- 練習時間

Web上で公開されたインタビューでは、コンサートが続いたり移動が重なったりした後は、1～2日ヴァイオリンを弾かない日を決め、1日だらだら過ごすことに幸せを感じると発言している。2008年3月発行の誌上では、「練習は毎日欠かしたことがない」と話した。
- 音楽と人間性

「万人に愛されようとは決して思っていないが、“音楽はいいが人間としては…”という演奏家にはなりたくない。私の音楽を好きと言ってくれる人には、人間的にも魅力的でありたい。人間性は音楽に出ると思うから」。

## 使用楽器
- 1738年製　カミリア・カミリー

## メディアでの活動
- ヤマハ「パッソル」、サントリー「ラテラテ」、サンマリエなどのCMや青葉台東急スクエアアニバーサリー&ウィンターキャンペーンモデルに起用された。
- 在欧中、月刊誌「音楽の友」で「ウィーン便り」というコーナーを担当した（渡米に伴い自然消滅的に終了）。
- 2008年、日本テレビ系「THE・サンデー」にコメンテーターとして不定期的に出演した。
- きらクラ!（NHK-FM、2013年1月27日）：ゲストMCとして出演
- stereo-one!（フジテレビワンツーネクスト）の司会担当

## ディスコグラフィー
- 愛のあいさつ（2002年10月、ワーナークラシック）
- ロマンス（2003年11月、ワーナークラシック）
- Maria （2004年11月、avex-CLASSICS）
- 愛の悲しみ（2005年11月16日、avex-CLASSICS）
- エンターテイナー（2005年11月16日、avex-CLASSICS）
- ヴァイオリンサミット 2006（2006年7月26日、avex-CLASSICS）参加作品
- ポエジー（2008年3月26日、avex-CLASSICS）
- THE BEST 4　奥村愛（2008年12月3日、avex-CLASSICS）